# Elena Pla
Elena Pla (fl. XX secolo) è stata una modella spagnola, eletta Miss Spagna nel 1930.

## Biografia
Nata nei primi anni del XX secolo con il nome di Elena Pla Toda, è stata eletta Miss Spagna nel 1930, si tratta della seconda ragazza proveniente da Valencia come chi l'ha preceduta, Pepita Samper.
Dopo di loro si dovette attendere Amparo Rodrigo nel 1968 per una nuova Miss proveniente nella dalla comunità Valenzana. In seguito la ragazza partecipò ad altri concorsi di bellezza in campo internazionale, viaggiando da Parigi a Rio de Janeiro.